# Papa Westray
Papa Westray, también conocida simplemente como Papay es una isla localizada en el archipiélago de las Órcadas, en Escocia. La isla alberga una población de 70 habitantes. 
Lugares de importancia en Papa Westray son la reserva natural RSPB, el Knap of Howar, la iglesia del siglo XII, recientemente restaurada (St Boniface Kirk), y otros restos del neolítico y de la época vikinga.